# Bridgeton (Nova Jersey)
Bridgeton és una població dels Estats Units a l'estat de Nova Jersey. Segons el cens del 2006 tenia 24.389 habitants.

## Demografia
Segons el cens del 2000, Bridgeton tenia 22.771 habitants, 6.182 habitatges, i 4.179 famílies. La densitat de població era de 1.413,5 habitants/km².
Dels 6.182 habitatges en un 36,1% hi vivien nens de menys de 18 anys, en un 35,3% hi vivien parelles casades, en un 26,3% dones solteres, i en un 32,4% no eren unitats familiars. En el 27,4% dels habitatges hi vivien persones soles el 13,1% de les quals corresponia a persones de 65 anys o més que vivien soles. El nombre mitjà de persones vivint en cada habitatge era de 2,96 i el nombre mitjà de persones que vivien en cada família era de 3,49.
Per edats la població es repartia de la següent manera: un 26% tenia menys de 18 anys, un 11,2% entre 18 i 24, un 36% entre 25 i 44, un 15,9% de 45 a 60 i un 10,9% 65 anys o més.
L'edat mediana era de 32 anys. Per cada 100 dones de 18 o més anys hi havia 139,1 homes.
La renda mediana per habitatge era de 26.923 $ i la renda mediana per família de 30.502 $. Els homes tenien una renda mediana de 28.858 $ mentre que les dones 22.722 $. La renda per capita de la població era de 10.917 $. Aproximadament el 22,7% de les famílies i el 26,6% de la població estaven per davall del llindar de pobresa.

## Poblacions més properes
El següent diagrama mostra les poblacions més properes.